# Borys Nikołajewski
Borys Iwanowicz Nikołajewski ros. Борис Иванович Николаевский  (ur. 8 października 1887 w Belebeju, zm. 22 lutego 1966 w Nowym Jorku) – rosyjski historyk i socjalistyczny działacz polityczny. Posługiwał się pseudonimami: A. Andriejew, N. Borisow, E. Nikołajew i G. Gołosow.

## Życiorys

### Działalność rewolucyjna w Rosji
Urodził się w rodzinie prawosławnego kapłana. Z ruchem socjalistycznym związał się w wieku 14 lat. Po rozłamie w Socjaldemokratycznej Partii Robotników Rosji początkowo opowiedział się za bolszewikami, jednak po trzech latach przeniósł się do frakcji mienszewickiej, był czynnym publicystą w prasie partyjnej. W 1907 był delegatem na V zjazd SDPRR. Wielokrotnie zatrzymywany i więziony za swoją działalność.
W 1917 poparł lewe skrzydło bolszewików, publikował m.in. w „Iskrze”. Uczestniczył w I Wszechrosyjskim Zjeździe Rad Robotniczych i Żołnierskich (16 czerwca – 7 lipca 1917), gdzie został wybrany do Wszechrosyjskiego Centralnego Komitetu Wykonawczego (WCIK). W czasie wojny domowej po utworzeniu w Samarze antybolszewickiego Komucza i jego administracji działał na Powołżu i na Uralu jako przedstawiciel Komitetu Centralnego mienszewików. Po obaleniu Komucza przez Aleksandra Kołczaka wzywał do sojuszu z bolszewikami w celu wspólnej walki z Kołczakiem. Po zakończeniu walk na Uralu udał się do Moskwy, gdzie podjął pracę w archiwum historyczno-rewolucyjnym, pozostając członkiem KC partii mienszewików.
W lutym 1921 aresztowany przez Czeka razem z innymi przywódcami mienszewickimi, w czasie powstania w Kronsztadzie i towarzyszącej mu fali strajków w Piotrogrodzie, spędził 11 miesięcy w więzieniu. Mając do wyboru zsyłkę do Wiatki lub wyjazd z RFSRR, zdecydował się na emigrację w trybie decyzji OGPU o deportacji.

### Działalność emigracyjna
Zamieszkał na stałe w Berlinie, gdzie publikował w gazecie Новая русская книга. Współtworzył również czasopismo Летопись революции i prowadził zbiór materiałów i dokumentów związanych z najnowszą historią polityczną Rosji. Był berlińskim przedstawicielem Rosyjskiego Zagranicznego Archiwum Historycznego z siedzibą w Pradze, zaś w latach 1924–1931 pełnił jednocześnie funkcję przedstawiciela zagranicznego moskiewskiego Instytutu Karola Marksa i Fryderyka Engelsa (p. Dawid Riazanow). Wykonując swoje obowiązki gromadził materiały związane z historią międzynarodowego ruchu robotniczego i publikował w radzieckich gazetach Каторга и ссылка oraz Летопис марксизма. W lutym 1932, po krytyce przeprowadzonej w ZSRR kolektywizacji rolnictwa, został pozbawiony obywatelstwa radzieckiego.
W 1933, po dojściu do władzy NSDAP w Niemczech, emigrował do Paryża, wywożąc ze sobą archiwa Socjaldemokratycznej Partii Niemiec, które przekazał do Międzynarodowego Instytutu Historii Społecznej w Amsterdamie (pracował w jego oddziale w Paryżu). Między lutym a sierpniem 1936, działając z ramienia kierownictwa działających jeszcze mienszewików, prowadził rozmowy z Nikołajem Bucharinem w sprawie sprzedaży do ZSRR archiwum Karola Marksa (ostatecznie zakończone fiaskiem). Był również w kontakcie z Lwem Siedowem, synem Lwa Trockiego, zaś z samym Trockim rozmawiał w związku z jego pracą nad Historią rewolucji rosyjskiej. Informacje, jakie uzyskał od Bucharina nt. relacji panujących w kierownictwie WKP(b) i walki o władzę w ZSRR opublikował następnie w artykułach, w tym najbardziej znanym: List starego bolszewika (1936), który przez wiele lat pozostawał i pozostaje do dziś ważnym źródłem opisującym genezę i wydarzenia polityczne u progu Wielkiej Czystki.
Po upadku Francji w 1940 i okupacji Paryża przez Wehrmacht ukrywał się przed Gestapo. W końcu 1940 emigrował do USA, gdzie utrzymywał się z pracy publicystycznej w rosyjskiej prasie emigracyjnej. Pełnił również funkcję dyrektora Amerykańskiego Archiwum Robotniczego w Nowym Jorku, należał do redakcji Социалистического вестника. Pomagał nowo przybyłym do Stanów Zjednoczonych emigrantom rosyjskim. Na nowo rozpoczął zbieranie archiwaliów; duża część jego poprzednich zbiorów została przejęta przez nazistów po zajęciu Francji, a następnie zniszczona. Pozostawał czynnym krytykiem stalinizmu i analitykiem wydarzeń zachodzących w ZSRR. W 1963 sprzedał posiadane zbiory Instytutowi Hoovera Uniwersytetu Stanforda, pozostając jednak nadal bezpośrednim opiekunem (kuratorem) kolekcji.